# Stöksjön
Stöksjön är en sjö i Vilhelmina kommun i Lappland och ingår i Ångermanälvens huvudavrinningsområde. Sjön har en area på 0,875 kvadratkilometer och ligger 619,1 meter över havet. Stöksjön ligger i Marsfjället Natura 2000-område. Sjön avvattnas av vattendraget Stökbäcken.

## Delavrinningsområde
Stöksjön ingår i det delavrinningsområde (721785-147470) som SMHI kallar för Utloppet av Stöksjön. Medelhöjden är 799 meter över havet och ytan är 25,53 kvadratkilometer. Det finns inga avrinningsområden uppströms utan avrinningsområdet är högsta punkten. Stökbäcken som avvattnar avrinningsområdet har biflödesordning 2, vilket innebär att vattnet flödar genom totalt 2 vattendrag innan det når havet efter 367 kilometer. Avrinningsområdet består mestadels av skog (50 procent) och kalfjäll (46 procent). Avrinningsområdet har 0,97 kvadratkilometer vattenytor vilket ger det en sjöprocent på 3,8 procent.